# Фридрих III (король Германии)

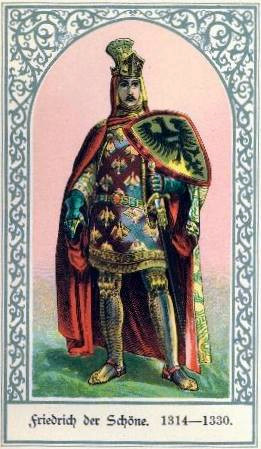
Фридрих III Красивый.

Фридрих III Красивый (нем. Friedrich III der Schöne; 1289, Вена, Австрия — 13 января 1330, Гутенштейн, Нижняя Австрия) — король Германии c 19 октября 1314 по 28 сентября 1322 года и с 5 сентября 1325 года; герцог Австрии (под именем Фридрих I) с 1 мая 1308 года (имел соправителей в лице Генриха до 3 февраля 1327 года, Леопольда I до 28 февраля 1326 года, Альбрехта II Мудрого и Оттона Весёлого), из династии Габсбургов.

## Молодые годы
Фридрих I был вторым сыном короля Германии Альбрехта I и Елизаветы Горицкой, дочери Мейнхарда II, герцога Каринтии. После смерти своего старшего брата Рудольфа II в 1307 году и убийства отца в 1308 году. Фридрих унаследовал престол Австрии и Штирии, разделив власть со своим младшим братом Леопольдом I.
Фридрих воспитывался вместе со своим двоюродным братом Людвигом IV Баварским, будущим императором Священной Римской империи, и в ранней молодости они были близкими друзьями. Однако в 1310-x годах между ними возник конфликт в связи с тем, что Фридрих добился опекунства над юными герцогами Нижней Баварии. 9 ноября 1313 года австрийские войска были разбиты Людвигом IV в битве при Гамельсдорфе, и Фридрих I был вынужден отказаться от претензий на Нижнюю Баварию.

## Борьба за престол Германии
После смерти императора Генриха VII в 1313 году Фридрих I выдвинул свою кандидатуру на престол империи. Часть немецких князей поддержала его, однако под давлением архиепископа Майнца в октябре 1314 года королём Германии был избран Людвиг IV Баварский, который был спешно коронован в Бонне. Это привело к длительной войне за германский престол между Людвигом IV и Фридрихом III. Главным сторонником Фридриха был его брат австрийский герцог Леопольд I, который обеспечивал значительные военные силы в поддержку притязаний Фридриха. Однако 28 сентября 1322 года в сражении при Мюльдорфе армия Фридриха III была наголову разбита, а более 1300 дворян из Австрии и Зальцбурга, включая самого антикороля, были пленены.
Фридрих III был заключён Людвигом IV в замок Траузниц в Верхнем Пфальце, где он и провёл три года. Сопротивление продолжил Леопольд I, которому удалось привлечь на свою сторону короля Чехии и папу римского, что вынудило Людвига IV пойти на примирение со своим противником. 13 марта 1325 года Людвиг IV подписал договор с Фридрихом, в соответствии с которым последний получал свободу ценой отказа от претензий на германский престол и под клятву убедить своего брата Леопольда I прекратить сопротивление. Фридриху, однако, не удалось заставить Леопольда I признать Людвига IV императором, и он вернулся в Мюнхен в добровольное пленение, даже несмотря на то, что папа римский освободил его от клятвы. Такое рыцарское поведение произвело большое впечатление на Людвига Баварского и он вновь сблизился с Фридрихом, договорившись о совместном правлении в Германии.
По настоянию папы римского и немецких князей 7 января 1326 года между Людвигом IV и Фридрихом III в Ульме был заключён договор, в соответствии с которым Фридрих III признавался королём и правителем Германии, а Людвиг IV должен был короноваться императором Священной Римской империи в Италии.
После смерти Леопольда I в 1326 году Фридрих оставил пост правителя Германии и вернулся в свои родовые владения.

#### Смерть
13 января 1330 года Фридрих скончался в замке Гутенштейн в Венском Лесу. В настоящее время его могила находится в соборе Св. Стефана в Вене.

## Образ в литературе
Сюжет добровольного возвращения Фридриха в плен нашёл своё отражение в поэме Шиллера «Немецкая верность», а также в стихах Людвига Уланда.

## Брак и дети
- (с 11 мая 1314 года) Изабелла Арагонская (1300/1302 — 12 июля 1330), дочь Хайме II, короля Арагона
  - Фридрих (1316—1322)
  - Елизавета (1317—1336)
  - Анна (1318—1343), замужем (1328 года) за Генрихом XV, герцогом Нижней Баварии (28 августа 1312 — 18 июня 1333), вторым браком (1336 года) за Иоганном Генрихом IV, графом Горицким (1322—1338)